# Castrejón de Trabancos
Castrejón de Trabancos (appelé Castrejón jusqu'en 1991) est une commune de la province de Valladolid dans la communauté autonome de Castille-et-León en Espagne.

## Sites et patrimoine
- Église Nuestra Señora de la Asunción
- Église Nuestra Señora del Castillo, en ruines

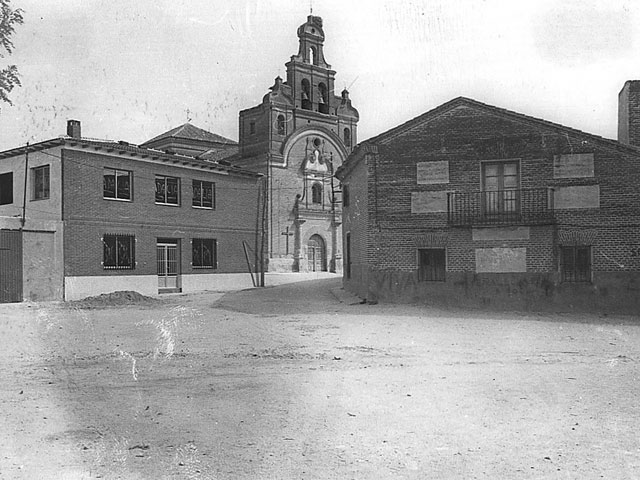
Église Nuestra Señora del Castillo, avant sa destruction lors de la guerre d'indépendance. Fondation Joaquín Díaz.